# Vega de Oro
Vega de Oro es un barrio periférico perteneciente al distrito de Churriana de la ciudad andaluza de Málaga, España. Está situado entre la MA-20, que lo separa del centro comercial Plaza Mayor, el campo de golf del parador y los terrenos de Arraijanal. Se trata de un barrio aislado alejado de otros núcleos urbanos, siendo los más cercanos los barrios de La Cizaña, San Julián y Guadalmar. Está compuesto por un conjunto de viviendas unifamiliares adosadas dispuestas en paralelo a la autovía.

## Transporte
En autobús queda conectado mediante las siguientes líneas de la EMT: 
| Línea | Trayecto                      | Recorrido | Frecuencia    |
| ----- | ----------------------------- | --------- | ------------- |
| 5     | Alameda Principal - Guadalmar | Recorrido | 25-30 minutos |